# Tangail Sadar
Tangail Sadar è un sottodistretto (upazila) del Bangladesh situato nel distretto di Tangail, divisione di Dacca. Si estende su una superficie di 129,06 km² e conta una popolazione di 521.104 abitanti (dato censimento 1991).